# Nicole av Lothringen
Nicole av Lothringen, född 3 oktober 1608, död 2 februari 1657 i Paris, var en monark (hertiginna) av Lothringen och Bar från 1 augusti 1624 till 21 november 1625 och därpå hertiginna av Lothringen som gemål 1625–1634. Hon var dotter till hertig Henrik II av Lothringen och Margareta Gonzaga och gifte sig 1621 med sin kusin hertig Karl IV av Lothringen; äktenskapet var barnlöst.

## Biografi
Nicole ärvde enligt faderns önskan hertigdömet efter hans död, men hennes svärfar och farbror Frans av Vaudemont ifrågasatte hennes rätt och gjorde anspråk på tronen med hänvisning till att Lothringen inte hade kvinnlig tronföljd. Efter en utredning tillerkändes svärfadern hennes tron och hon tvingades abdikera. Svärfadern abdikerade själv snart till förmån för sin son, Nicoles make. 
Äktenskapet var olyckligt och maken försökte få det annullerat: 1631 försökte han förgäves få den präst som vigde dem åtalad för trolldom. Nicole stannade ensam kvar i Lothringen då det blev erövrat av Frankrike 1634, och fördes som gisslan till slottet i Fontainebleau. Karl försökte få äktenskapet annullerat 1635, men kyrkan godkände det inte. 
Hon levde sedan i Paris åtskild från maken. Hon skötte förhandlingarna för att få Karl frigiven av spanjorerna 1654, men avled under förhandlingarna.